# Surprise (Nebraska)
Surprise es una villa ubicada en el condado de Butler en el estado estadounidense de Nebraska. En el Censo de 2010 tenía una población de 43 habitantes y una densidad poblacional de 41,61 personas por km².

## Geografía
Surprise se encuentra ubicada en las coordenadas 41°6′16″N 97°18′32″O / 41.10444, -97.30889. Según la Oficina del Censo de los Estados Unidos, Surprise tiene una superficie total de 1.03 km², de la cual 1.02 km² corresponden a tierra firme y (1.75%) 0.02 km² es agua.

## Demografía
Según el censo de 2010, había 43 personas residiendo en Surprise. La densidad de población era de 41,61 hab./km². De los 43 habitantes, Surprise estaba compuesto por el 100% blancos, el 0% eran afroamericanos, el 0% eran amerindios, el 0% eran asiáticos, el 0% eran isleños del Pacífico, el 0% eran de otras razas y el 0% pertenecían a dos o más razas. Del total de la población el 0% eran hispanos o latinos de cualquier raza.